# هارما، شهرستان هاریو
هارما (به لاتین: Härma) یک روستا در استونی است که در دهستان راسیکو واقع شده‌است. هارما ۱۳۲ نفر جمعیت دارد.